# Школа невест
Школа невест (нем. Bräuteschule) — образовательные учреждения, созданные в Германии в конце 1930-х годов с целью обучения молодых женщин быть «идеальными нацистскими невестами», с привитием им нацистской идеологии и воспитанием для ведения домашнего хозяйства.
Невест видных высокопоставленных должностных лиц нацистской партии (а позднее и более широкий круг немецких женщин) обучали различным навыкам, начиная от приготовления пищи, ухода за детьми, глажки и заканчивая чисткой униформы и полировкой оружия своих мужей. Они должны были принести клятву верности Адольфу Гитлеру и взять на себя обязательство воспитывать своих детей в нацистском духе.

## История

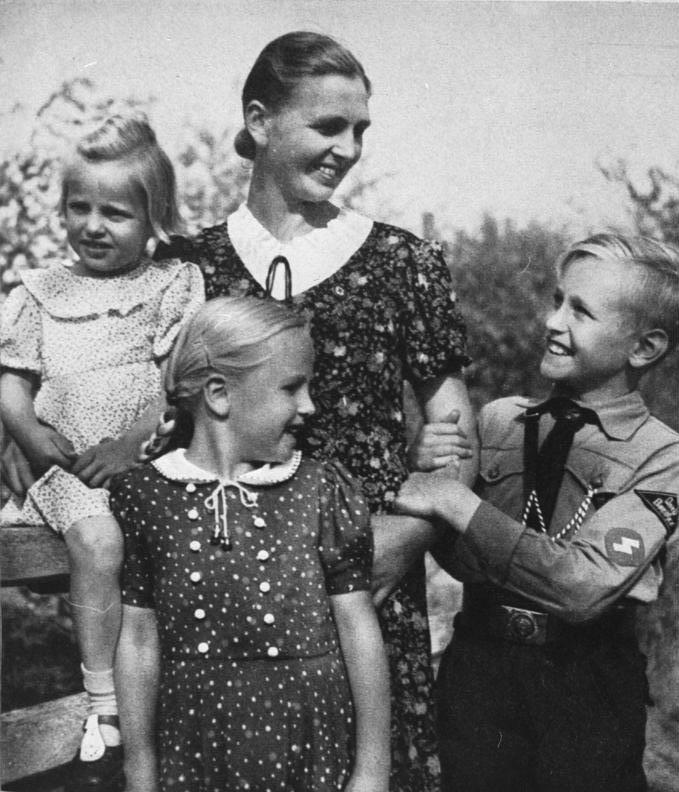
Фотография нацистской пропаганды: мать, её две дочери и сын в униформе гитлерюгенда позируют для нацистского журнала SS-Leitheft, февраль 1943 года

Женщины занимали чётко определённую нишу в нацистской идеологии: они не считались пригодными для таких сфер как медицина, юриспруденция или гражданская служба, где работа им была запрещена; вместо этого они должны были вести домашнее хозяйство и иметь как можно больше детей. Место женщины определялось принципом трёх «K»: «Kinder, Küche, Kirche» («дети, кухня, церковь»). Репродуктивные достижения женщин отмечались наградой «Почётный крест немецкой матери» трёх степеней (в зависимости от числа детей). Нацисты считали, что социальные изменения, произошедшие после окончания Первой мировой войны, включая падение рождаемости и увеличение числа разводов, подрывали немецкое общество и немецкую расу. Большое число семей и возвращение к традиционным гендерным ролям рассматривались как важнейшие средство воспитания будущих солдат. Нацистское правительство приняло закон о поощрении брака, который позволял молодожёнам взять государственный кредит в размере 1000 рейхсмарок (приблизительно 3500 евро) на каждого ребёнка, За рождение каждого ребёнка долг автоматически уменьшался на 250 рейхсмарок, фактически субсидируя тем самым деторождение. Гитлер поддержал эту программу в выступлении на конференции Национал-социалистической женской организации в сентябре 1938 года. В 1936 году рейхсфюрер СС Генрих Гиммлер договорился с лидером Национал-социалистической женской организации (рейхсфюрерин) Гертрудой Шольц-Клинк и издал указ, предписывающий женщинам, являющимся членами СС, проходить обучение на невест, чтобы соответствовать нацистскому идеалу жены.
Сам институт школ для матерей (нем. Mütterschule) не был новым явлением в Германии — первые из них были созданы в Штутгарте в 1917 году. К 1933 году в стране насчитывалось 37 таких учреждений, цель которых состояла в том, чтобы противостоять высокому уровню младенческой смертности, обусловленному плохим питанием, плохой гигиеной и тяжёлой трудовой жизнью многих женщин в Веймарской Германии. После 1933 года нацисты видели в этом институте не только способ обучения женщин домашнему хозяйству, но и средство привлечения их в нацистскую идеологию. Управление школами для матерей перешло в руки Национал-социалистической женской организации и нацистской ассоциации женщин Deutsches Frauenwerk; число женщин, посещающих эти школы, быстро росло, и к 1937 году 1,14 миллиона женщин обучились в более чем 53 000 курсах.
Первая школа невест нацистской Германии была основана в 1937 году на Шваненвердере — острове на территории берлинского округа Штеглиц-Целендорф, на реке Хафель. Она занимала виллу, служившую образцовым домашним хозяйством, на которой группы до двадцати молодых женщин проживали в течение шести недель. Вскоре были созданы другие школы для невест рейха; к 1940 году только в Берлине их было девять, также они были созданы в Ольденбурге, Тюбингене и других городах Германии. В них немецких девушек учили приготовлению пищи, глаженью одежды, садоводству, уход за детьми и животными. Их также обучали немецким народным песням, легендам и сказаниям, которые были призваны наполнить воспитанниц чувством национальной общности — фольксгемайншафту. Они также обязаны были взять на себя воспитание своих детей в соответствии с национал-социалистическими убеждениями, быть верными Гитлеру на протяжении всей своей жизни и вступать в брак не в церкви, а на новых церемониях, возглавляемых членами нацистской партии. По окончании курса обучения выдавались сертификаты с рунической печатью, символизирующей жизнь; не получившим такой сертификат отказывали в разрешении на брак. Выпускался журнал NS-Frauen-Warte, служивший пропагандистским целям, особенно поддерживая роль образцовой домохозяйки и матери.
Изначально школы были направлены на воспитание будущих жён нацистской элиты — видных членов СС и НСДАП. Впоследствии они были открыты для всех «расово пригодных» немецких женщин, исключая тех, у кого были еврейские или цыганские корни, а также имеющих физические недостатки или психические заболевания. Нацистская пропаганда широко освещала деятельность школ невест в средствах массовой информации. К 1944 году в Германии функционировали 32 такие школы.
Школы невест продолжали свою деятельность до мая 1944 года, но с приближением военных действий к границам Германии женщины занялись делами на «домашнем фронте» — работали на военных заводах и в медицинских учреждениях, помогая военным. Это противоречило первоначальной идее о том, что труд женщины должен быть ограничен домашним очагом, и рейхсфюрерин Шольц-Клинк оправдывала ситуацию тем, что теперь у них есть более высокое обязательство, требующее вклада на пользу Германии.
С окончанием Второй мировой войны школы невест прекратили своё существование. Однако термин «школа невест» продолжал некоторое время использоваться в нарицательном смысле для немецких учебных заведений, представляющих собой смесь гимназии и школы-интерната для девочек: здесь воспитанниц также учили готовить и шить, убирать в доме, чтобы стать хорошей домохозяйкой.